# Huitzuco de los Figueroa
Huitzuco de los Figueroa är en kommunhuvudort i Mexiko.   Den ligger i kommunen Huitzuco de los Figueroa och delstaten Guerrero, i den sydöstra delen av landet, 130 km söder om huvudstaden Mexico City. Huitzuco de los Figueroa ligger 954 meter över havet och antalet invånare är 16 238.
Terrängen runt Huitzuco de los Figueroa är huvudsakligen kuperad, men norrut är den bergig. Runt Huitzuco de los Figueroa är det ganska glesbefolkat, med 27 invånare per kvadratkilometer. Närmaste större samhälle är Ciudad de Huitzuco, 0,37 km sydost om Huitzuco de los Figueroa. I omgivningarna runt Huitzuco de los Figueroa växer huvudsakligen savannskog.